# Глостър (лек крайцер, 1937)
Глостър (на английски: HMS Gloucester (62)) е лек крайцер на Британския Кралски флот, от времето на Втората световна война от втората серия крайцери тип „Таун“. Заложен е на 22 септември 1936 г., спуснат на вода на 19 октомври 1937 г. и влиза в експлоатация на 31 януари 1939 г. Това е десетият кораб на флота носещ това име.
Крайцерът участва във втората световна война. В патрулите в Далечния изток, сраженията в Средиземно море. В хода на боевете в средиземно море получава няколко пъти попадения от авиобомби. Потопен е на 22 май 1941 г. от немски пикиращи бомбардировачи по време на провеждането на Критската операция. Девизът на кораба звучи така: „Prorsum“ – Настъпвай!.

## История на службата

### Предвоенен период
След влизането си в строй и преминаване на бойната подготовка, през февруари 1939 г., корабът се насочва за служба в Ост-Индската станция.

## Втора световна война
Началото на войната заварва крайцера в Червено море, където той в течение на септември се занимава с патрулиране. През октомври крайцера е преведен в Индийския океан за прихващане на немските търговски съдове. Част от патрулните плавания е в Бенгалския залив. През ноември крайцера се занимава с издирването на немския джобен линкор „Адмирал граф Шпее“ в района между Мадагаскар и Сейшелските острови. През декември влиза в състава на издирвателната група „I“ и се занимава с търсенето на възможни спомагателни немски крайцери в Индийския океан.
През януари 1940 г. на крайцерът е необходим профилактичен ремонт и на 8 януари той влиза за него в Саймънстаун, Южна Африка.
На 1 февруари крайцерът завършва ремонта и в течение на месеца продължава службата си в Индийския океан. Към края на март крайцера се предполага да се насочи в Южния Атлантик за помощ на действащия там крайцер Neptune. Но поради нажежаването на обстановката в Средиземно море, предаването на крайцера се отменя и той е насочен към 7-ма ескадра крайцери на Средиземноморския флот в Александрия, където крайцерът и се запътва през април през Червено море.
На 23 май крайцерът съвместно със самолетоносача Eagle и австралийския крайцер Sydney съставляват ескорта на войсковия конвой US3 по време на неговия преход през Червено море. Конвоя превозва войски на ANZAC за усилването на 8-ма армия в Египет. Корабите от съпровождението също трябва да влязат в състава на Средиземноморския флот.

### В Средиземно море
На 26 май крайцерът влиза в състава на 7-ма ескадра крайцери заедно с Orion, Neptune, Sydney и Liverpool. Заедно с последния, крайцерът образува 2-ри дивизион.

#### Начало на войната с Италия
На 10 юни във войната влиза Италия и вече на 11 юни крайцерът съвместно с линкорите Warspite и Malaya, самолетоносачът Eagle, корабите на 7-ма ескадра, крайцерите Caledon и Calypso под прикритието на 12 разрушителя се насочва към източното средиземноморие, за действия против италианските кораби, прикриващи очакваните конвои в Либия. „Глостър“ съвместно с крайцерите на 7-ма ескадра действа в качеството на разузнавач и нарушител на възможното корабоплаване при бреговете на Северна Африка.
На 12 юни „Глостър“ заедно с „Ливърпул“ обстрелва Тобрук, където се намират 6 тралчика и потопяват един от тях – Giovanni Berta. Другите крайцери провеждат обстрел на Бенгази, но без да имат достойни цели. Още повече, че те попадат под обстрела на бреговите батареи, а параваните на крайцерите захващат няколко мини. Със завършването на набеговата операция крайцерите продължават да осъществяват разузнаване за целите на главните сили на флота. На 15 юни флотът се завръща в Александрия.

#### Бой с конвоя Есперо
На 27 юни крайцерът, заедно с линкорите Royal Sovereign и Ramillies, самолетоносача Eagle, крайцерите Liverpool, Neptune, Orion и Sydney, излиза за прикритие на крайцерите Caledon и Capetown съпровождащи конвоя AS1 от Егейско море за Египет, а също и за два конвоя от Малта (операция MA3). В същото време хидроплан Съндърланд открива западно от Занте италиански конвой в състав 3 разрушителя доставящ подкрепления за Тобрук. 7-ма крайцерска ескадра се отделя за прихващане на това съединение. В хода на последващия бой един разрушител е потопен, но двата останали успяват да се откъснат и да избягат. След боя, съвместно с „Ливърпул“ се насочва за Порт Саид за попълване на боеприпасите.

#### Бомбово попадение и Боя при Калабрия
На 7 юли крайцерът съвместно с линкорите Warspite, Malaya, Royal Sovereign, крайцерите Orion, Neptune, Sydney, Liverpool и 32 разрушителя отплава като Съединение „A“ за прикритие на конвой от Малта за Египет (Операция MA5). На 8 юли съединението е подложено на мощно въздушно нападение от италианската авиация и една от бомбите попада в компасната палуба на крайцера. Загиват 18 души, в т.ч. и капитанът на крайцера кептън Frederick Rodney Garside и първия офицер. За известно време корабът е без управление, докато артилерийския офицер лейтенант-командер Reginald P Tanner не поема командването и не съумява да вземе контрол над крайцера посредством кърмовия пост за управление. Независимо от повредите крайцерът съхранява боеспособността си и взема на следващия ден участие в боя при Калабрия, а на 13 юли крайцера се връща в Александрия и влиза за ремонт.
В Александрия на екипажа е представен новият им командир – Henry Aubrey Rowley. Едновременно Танер е повишен в звание до командър.
На 14 август крайцерът се връща в Александрия заедно с австралийския разрушител Stuart в качеството на ескорт на конвоя MF1. На 15 август е подложен около тази база на нападение от италианската авиация без последствия.
На 20 август заедно с крайцерите Kent и Liverpool влиза в състава на отново сформираната 3-та крайцерска ескадра.
На 22 август, съвместно с крайцерите на ескадрата, а също и крайцерите Orion и Sydney от 7-ма ескадра участва в настъпателната операция по зачистката на Егейско море с цел защита на конвоите. На 25 август крайцерите са подложени на безрезултатна атака от торпедоносци.
На 30 август излиза севместно с линкорите Warspite, Malaya, самолетоносача Eagle, крайцерите Kent и Liverpool за прикритие на конвоя MF2 от Малта за Александрия. На 31 август флотът прикрива в Сицилианските проливи пристигането на подкрепления за Средиземноморския флот – съединението „F“ в състав линкора Valiant, самолетоносача Illustrious, крайцерите Calcutta и Coventry. На 3 септември заедно с крайцерите от ескадрата се отделя за прикритие на конвоя AS3 по време на неговия преход до Порт Саид. На 6 септември крайцерът се връща в Александрия.
На 13 септември крайцерът съвместно с крайцерите Kent и Liverpool изпълнява зенитното прикритие на конвоя AN3 по време на прехода му към северната част на Източното Средиземноморие.
На 16 септември крайцерът в състава на флота излиза за прикритие на операциите по атаката на Бенгази със самолетите на самолетоносача Illustrious, която последния предприема на 17 септември. В същия ден заедно с крайцерите от ескадрата се отделя за обстрел на Бардия. На подхода крайцерите са атакувани от италиански бомбардировачи и торпедоносци и „Кент“ получава сериозно торпедно попадение, в резултат на което 32 души са убити. На 19 септември крайцерите се връщат в Александрия.
На 28 септември „Глостър“ съвместно с крайцера Liverpool прехвърля в Малта 1200 души от състава на RAF и подкрепления за острова, При прехода корабите се прикриват от крайцера Sydney, а също и от флота. На 30 септември крайцерите пристигат в Малта и стоварват войските, напускайки острова в нощта на 1 октомври. На 2 октомври корабите се връщат в Александрия.
На 8 октомври крайцера излиза с флота в състав линкорите Warspite, Valiant, Ramillies, самолетоносачите Illustrious, и Eagle, крайцерите York, Ajax, Orion и Sydney в съпровождение от 6 разрушителя, който прикрива поредния конвой за Малта от Александрия – MF3 (Операция MB6).
На 10 октомври крайцерът съвместно с линкора Ramillies и ескорта на MF3 се отделя от флота, за да прикрие конвоя в последния участък от прехода му. На 11 октомври крайцерите се съединяват с флота. На 12 октомври заедно с крайцера Ajax плават пред флота, в търсене на торпедни катери и миноносци. На 13 октомври се отделя заедно с Illustrious и Liverpool за нощна въздушна атака над Лерос. На 14 октомври флота е подложен на въздушно нападение, в хода на което Liverpool получава тежко торпедно попадение. На 15 октомври крайцерът заедно с флота прикрива съединилите се конвои MF4 от Малта и конвоя от Гърция AS на прехода за Александрия. На 16 октомври флотът се връща в своята главна база.
На 28 октомври Италия обявява война на Гърция и на 29 октомври „Ливърпул“ в състава на флота излиза на позиция в района на Крит. Флота на прикрива важния конвой с персонал и припаси за военната база в залива Суда, оставайки на позиция до 31 октомври, и връщайки се в своята база едва на 2 ноември.
На 5 ноември отплава от Александрия заедно с крайцера York в състава на флота: линкорите Warspite, Malaya, Valiant, самолетонасача Illustrious, крайцерите Ajax, Sydney и 13 разрушителя, за прикритие на конвоя за Малта – MW3 от Порт Саид (Операция MB8). На 8 ноември флотът е подложен на въздушни атаки и Фулмарите от самолетонасача свалят 2 SM.79. На 11 ноември флотът предприема Атаката над Таранто. След това се връща в Александрия.
Още на 14 ноември крайцерът е привлечен за ескорт на конвоите за Гърция и Крит (Операция Barbarity). На 15 ноември отплава за Пирея заедно с крайцерите Berwick, York, Glasgow и Sydney. Крайцерите прикриват линкорите Barham, и Valiant, самолетонасача Eagle и 8 разрушителя. След изпълнение на заданията флота се връща в Александрия.
На 25 ноември излиза в състава на Съединение „A“ заедно с крайцерите York и Glasgow, линкорите Warspite, и Valiant, самолетонасача Illustrious за съпровождение на войсковия транспорт Ulster Prince, плаващ за залива Суда. На борда на Warspite има 50 души командоси. На 26 ноември се отделя заедно с крайцера Glasgow и 4 разрушителя за съпровождане на самолетонасача Illustrious по време на неговата атака над порта Лаки на Родос. След присъединяването към корабитете на Съединение „A“ в залива Суда и изпълнява прикритието на последващите операции. На 27 ноември се отделя с крайцерите на ескадрата за съпровождение на корабите от Съединение „H“ по време на операциите против италианския флот. Участва в боя при нос Спартивенто. Прикрива съдовете на провеждания към Малта конвой MW4 по време на неговия преход през Сицилианските проливи. На 29 ноември заедно с корветите Gloxinia, Hyacinth, Peony и Salvia води в залива Суда един от транспортите на конвоя.
На 3 декември в залива Суда попада под атаката на италиански торпедоносци, един от които поврежда крайцера Glasgow. „Глостър“ съпровожда последния до Александрия, където той влиза за ремонт. Крайцерите пристигат в базата си на 5 декември.
На 10 декември крайцерът, във връзка с началото на Либийската операция, взема участие в мащабното прокарване на няколко конвоя наведнъж. На 17 декември в залива Суда със Съединение „A“ се присъединява към крайцерите Orion, Sydney и Ajax от 7-ма крайцерска ескадра, съставляващи Съединение „B“. На 18 декември крайцерите от 7-а ескадра отплават за рейд против вражеското корабоплаване в Адриатическо море, а „Глостър“ остава да действа в състава на Съединение „A“. На 19 декември заедно с флота взема участие в обстрела на Валона (Операция MC2). На 20 декември остава със Съединение „A“, прикривайки прехода на линкора Malaya и конвоя MG1 по време на преминаване на Сицилианските проливи.
На 22 декември заедно със Съединение „A“ прикрива самолетонасача Illustrious по време на неговата въздушна атака над Триполи (Операция MC2). На 24 декември заедно с крайцера York прави поход до Пирея, връщайки се по-късно в Александрия.

### Operation Excess
На 5 януари отплава от Александрия вместе с крайцера Southampton и разрушителите Ilex и Janus в състава на Съединение „B“ за залива Суда, за да натовари на борда си войски, предназначени за Малта. На 6 януари корабите натоварват войските и трягват за Малта, пристигайки там на 8 януари и благополучно ги разтоварват. В същия ден, с изключение на разрушителя Janus, корабите на съединението напускат острова, отправяйки се за среща със Съединение „F“, състоящо се от крайцерите Bonaventure, разрушителите Hasty, Hereward, Hero и Jaguar и прикриващия конвоя Excess, срещайки последните на 9 януари в района на Бизерта.
През нощта на 10 януари конвоя е подложен на неуспешна атака от италианската подводница Settimo, а в ранното утро се състои боя на крайцерите Bonaventure и Southampton и разрушителя Jaguar с двата италиански миноносеца Circe и Vega, в хода на който Vega е повреден от артилерийския огън на крайцера Bonaventure и по-късно е потопен с торпедо от разрушителя Hereward.
Веднага след това разрушителя Gallant се натъква на мина, губи носа си и понася сериозни загуби сред екипажа. Той е звет на буксир от разрушителя Mohawk за Малта. Двата разрушителя влизат в състава на силите на Средиземноморския флот, изпълняващ действия по далечното прикритие на конвоя по време на прехода му по източното Средиземноморие. Двата разрушителя започват да прикриват крайцера Bonaventure и разрушителя Griffin. По време на последващия поход тези кораби са подложени на въздушна атака.
На 11 януари „Глостър“ заедно с крайцера Southampton и разрушителя Diamond се отделят от състава на силите за прикритие на конвоя, за да усилят ескорта на Gallant. След подсигуряването на прикритието на тези три кораба е заповядано да влязат в състава на силите прикриваващи изходящия от Малта конвой ME 6, но по време на прехода на съединението с конвоя, отряда е атакуван от пикиращи бомбардировачи, шест от които атакуват Southampton, постигайки в него две попадения. Southampton получава тежки повреди, губейки 80 убити и 87 ранени, а на него избухват пожари. Разрушителят Diamond оказва помощ, но е взето решение да се потопи крайцера, който с торпеда довършват крайцерите „Глостър“ и Orion. Самият „Глостър“ в хода на тази атака получава попадение от недетонирала бомба, която убива 9 души и 14 ранява.
На 12 януари крайцера се среща със Съединение A – главните сили на флота, и заедно с него започва обратния път за Александрия, където и пристига на 15 януари.
Тъй като по време на операцията от немските пикиращи бомбардироваяи е тежко повреден и единственият самолетоносач Illustrious, то през следващия месец операциите на флота са силно ограничени. Крайцерските силы са насочени в Егейско море за диверсионни операции, отвличащи италианските сили от действия по Западното Средиземноморие.
През февруари крайцерът е избран в качеството на транспорт за превоз на военнослужещи на Чеширския и Хемпширския полкове за Малта (Операция MC 8). На 19 февруари крайцерът заедно с крайцерите Ajax, Orion, и разрушителите Mohawk и Nubian натоварен с войски и припаси отплава от Александрия за Малта. Техните действия прикриват силите на флота в състав линкорите Barham, Valiant и самолетоносача Eagle, които също подсигуряват завръщането от острова на празните снабдителен транспорт Breconshire и търговския съд Clan Macaulay. Пристигайки в Малта на 21 февруари и стоварвайки войските, крайцерът, в същия ден, заедно с разрушителите Hereward и Decoy отплава за залива Суда, на Крит.
На 24 февруари в залива Суда крайцерът изпълнява функцията прикритие на операции Abstention – десант на подразделение командоси на остров Кастелоризо в Егейско море. Десантът се осъществява от два разрушителя, отплавали заедно с крайцера Bonaventure. Другите кораби, участващи в операцията са речната канонерска лодка Ladybird, която доставя морските пехотинци, и подводницата Parthian, която по време на десанта служи като маяк. На 25 февруари „Глостър“ заедно с два разрушителя патрулира южно от острова. На 26 февруари крайцерът се връща в Александрию поради отсътствие на вражески кораби в района.

### Операция Lustre
През март крайцерът е избран за участие в операцията Lustre – прехвърляне на войски и снаряжения в гръцки портове във връзка с приемането на решение за участие на британски корпус в бойните действиях на гръцкия фронт.
На 20 март крайцерът отплава от Александрия, за да участва с главните сили на флота в Операция MC.9 – поредното съпровождане на конвой за Малта. На 23 март той се отделя от силите за прикритие и заедно с крайцера York предприема преход към залива Суда, където и пристигат на 25 март за дозареждане.
В залива крайцерът York е атакуван от италиански взривяващи се крайцери и е тежко повреден. „Глостър“ на 26 март заедно с разрушителите Vendetta и Vampire излиза за съединяване с крайцерите Orion, Ajax и Perth за изпълнение на операция на флота по прихващане на Италианските сили, извършващи възможни преходи към конвоите, извършващи поддръжка на гръцките войски. На 27 март заедно с крайцерите и разрушителите от прикрикритието заема позиция южно от Крит действайки в целите на Средиземноморския флот. На 28 март крайцера участва в боя при остров Гавдос, попадайки под огъня на италианския тежък крайцер „Тренто“ и изпраща доклад за контакта с противника на главнокомандващия, намиращ се на Warspite. Взема участие в последващите действия, завършили с боя при носа Матапан. На 30 март заедно с флота се връща в Александрия.

### Операциите MD.2 и MD.3
През месец април крайцера е привлечен към операциите по провеждането в Малта на бързоходния транспорт Breconshire и извеждането от Малта за Египет на конвоя от празни съдове „ME-7“ (Операция MD2). След завършването на дадената операция крайцерът, заедно със Средиземноморския флот, трябва да участва в обстрела на Триполи (Операция MD3).
На 18 април той заедно с линкорите Warspite, Barham, Valiant, самолетоносача Formidable, крайцерите Calcutta, Orion и Phoebe, а също и ескорт разрушители отплава от Александрия. На 19 април разрушителите се дозареждат в залива Суда. На 20 април крайцерите Calcutta и Phoebe се отделят от флота, за да влязат в състава на силите за прикритие на конвоя „ME-7“. „Глостър“ остава с главните сили на флота под прикритието на 4 разрушителя, образувайки Съединение „B“. Самолетоносачът Formidable, крайцерите Ajax, Orion и Perth, които преди това ескортират Breconshire, образуват Съединение „C“.
На 21 април крайцерът участва в обстрела на Триполи, а вече на 23 април е предаден на Малта и включен в състава на Малтийското ударно Съединение. На острова той пристига на 24 април и заедно с разрушителите Jaguar, Janus, Jervis и Juno събрани в Съединение „K“, трябва да действа против италианските конвои, насочващи се към Африка.

### Действия от Малта
На 28 април на острова пристигат и разрушителите от 5-а флотилия от Великобритания, за действия в състава на Съединение K. На 30 април по време на въздушен налет над Малта крайцерът е поразен от невзривила се бомба, която не причинява сериозни повреди.
В началото на май крайцерът е планирано да действа в операцията Tiger – провеждане през цялото Средиземно море на конвой от Великобритания до Александрия. На 1 май крайцера в съпровождение на разрушителите Kelly, Kashmir, Kelvin, Kipling, Jersey и Jackal излиза в централното Средиземноморие за издирване на италиански конвои. На 2 май след безуспешното търсене съединението се връща и започва да влиза в залива. Kelly, Jackal и Kelvin успяват да влязат в Гранд Харбър, когато плаващия зад тях Jersey се натъква на мина, поставена от авиацията на Оста и потъва, блокирайки входа в залива. Влезлите вътре в него разрушители се оказват в капан, а в същото време крайцера и останалите 2 разрушителя са принудени да се въртят извън него. В крайна сметка те са принудени да отплават за Гибралтар.
При прехода на 3 май крайцерът получава малка повреда, когато в неговия параван също се взривява мина, предизвиквайки неголямо навлизане на вода в цистерните за гориво, а също крайцера хваща още една недетонирала бомба. Тя в резултат просто прави две 6-дюймови отверстия в палубата на юта и шкафута. На 5 май крайцера в Гибралтар влиза в док за оценка на щетите и ремонт.
На 6 май след спешния ремонт той отплава да догонва конвоя Tiger, прикриван от Съединение H, тъй като операцията вече е започнала. Настигайки конвоя крайцерът влиза в състава на Съединение F, което трябва да плава заедно с конвоя за съединяване със Средиземноморския флот и включва в себе си освен „Глостър“ и линкора Queen Elizabeth, и крайцерите Naiad и Fiji.
Крайцерът остава в състава на силите на прикритие на конвоя до 8 май, когато се присъединява към крайцерите Orion, Ajax, Dido, Perth и Phoebe и други кораби от Средиземноморския флот, посрещащи конвоя Tiger, а на 9 май към конвоя са предприети поредните въздушни атаки, отбити от изтребителите на самолетоносача Formidable и зенитния огън от корабите. На 12 май конвоя пристига в Александрия загубвайки по пътя на мини само един съд. В същия ден крайцера заедно със Средиземноморския флот е пренацелен за прикритие на конвоите, прехвърлящи подкрепления за гарнизона на Крит.

### Критската операция и гибел
На 13 май крайцерът, съвместно с крайцера Fiji, се насочва към Ираклио, приемайки на борда си войски за Крит.
На 16 май двата крайцерът стоварват войските и влизат в състава на Съединение B, предназначено за атаки северозападно от острова на конвоите с нахлуващите войски на Оста. На 20 май започва десанта на немските войски на Крит и от 21 май двата крайцера влизат в състава на Съединение A1, в което освен тях са и линкорите Warspite и Valiant. Това съединение изпълнява ролята на поддръжка за Съединение C: крайцерите Naiad, Perth, Calcutta и Carlisle с разрушителите от 3-та флотилия, което е предназначено за атаки над съдовете на нахлуването в пролива Китера. На 22 май двата крайцера от Съединение A1 съвместно с разрушителите Greyhound и Griffin се забавят при излизането си от пролива Китера и попадат под масирани въздушни атаки. След една от тях в 13:51, Greyhound е потопен и командващия съединението контраадмирал Кинг заповядва на разрушителите „Кандахар“ и „Кингстън“ да спасят екипажа, а на двата крайцера не знаейки, че на крайцерите практически е изчерпан запаса от зенитни снаряди, да прикриват спасителната операция. На „Глостър“, например, вече няма 102 mm снаряди. Корабите-спасители са подложени на мощни въздушни атаки, а в 14:56 Кинг най-накрая узнава за изчерпващия се боезапас, и им заповядва да се оттеглят, като оставят на място своите лодки и салове и колкото се може по-скоро да се съединят с ескадрата. Дотогава в тях няма попадения, но „Кингстън“ е повреден от близките разриви.
В 15:30 „Глостър“ и Fiji вече се виждат зад кърмата на ескадрата, догонвайки я на голяма скорост. Но само след 20 минути „Глостър“ получава няколко попадения (три или четири). Крайцера спира, обхванат от бушуващите пожари, горната палуба е в руини. Края му е близък. Fiji изхвърля своите спасателни салове, но, отчитайки интензивността на въздушните атаки, привършващите боеприпаси и гориво, неговият капитан е принуден заедно с разрушителите да се оттегля на юг. Германските самолети продължават нападенията си и в края на краищата потопяват и Fiji. „Глостър“ потъва в 17:15 в точката с координати 35°50′ с. ш. 23°00′ и. д. / 35.833333° с. ш. 23° и. д..
Плававащите във водата остатки от екипажа на „Глостър“ се надяват да се доберат до брега, който се вижда недалеч, но загубите се оказват тежки. Загиват командирът на крайцера капитан 1 ранг Г. А. Роули, първия помощник капитан-лейтенанта Джон Брет и капитана от морската пехота Дик Формби. Загива също и намиращия се на борда на крайцера бивш футболист на футболния клуб на Саутхамптън Norman Catlin. Всичко от 807 души намиращи се на борда се спасяват едва 85.

## Коментари
1. ↑  Всички данни се привеждат към 1939 г.